# L'evasione del morto
L'evasione del morto (L'Evasion du mort) è un film muto del 1916 diretto da Louis Feuillade. È il quinto episodio del serial I vampiri, uscito nel gennaio 1916. 
È uno degli undici film interpretati da Jacques Feyder che, proprio nel 1915, iniziò la sua carriera di regista: una carriera che lo vedrà dirigere Greta Garbo, Marlene Dietrich, Louis Jouvet, Michèle Morgan.

## Trama
L'evasione del morto

A Parigi, viene trasferito dalla Sologne Monsieur Hamel, il giudice istruttore che aveva seguito il primo caso, quello dalla testa tagliata. Portato alla presenza del magistrato, il bandito Moreno riesce a ingoiare una pillola con la quale si suicida. Guérande ottiene dal giudice il permesso di vedere il corpo di Moreno, posto in una cella. Il bandito però non è morto: la pillola che ha ingerito serviva per indurlo a una morte apparente da cui, nella notte, il fuorilegge si risveglia. Uccide la guardia notturna, prende i suoi vestiti e ne mette il corpo al suo posto.
Mazamette, il vampiro pentito che collabora con Guérande, scorge il supposto morto mentre scompare in un nascondiglio, in una casa vicina alla sua. Il Vampiro cerca di intrufolarsi, per capire cosa stia succedendo.
Nel frattempo, Guérande, che sta scrivendo il pezzo sulla fuga di Moreno, viene catturato dai Vampiri. Messo dentro a una cesta, riesce a scappare quasi subito perché il cestone rotola via e lui viene soccorso da due passanti che mettono in fuga con la loro presenza il gruppo dei Vampiri. Sulla cesta c'è la scritta di un negozio di costumi teatrali. Guérlande vi si reca e vede, non visto, Moreno che affitta delle uniformi da poliziotto. Guérande viene a sapere che la cesta è stata affittata per un gran ballo in costume al castello di Mortesalgues.
Fuori dal negozio, Guérande affronta Moreno che, senza timori, gli parla confidenzialmente. Il giornalista chiama la polizia che arriva subito: ma sono solo i complici del bandito, travestiti con le false uniformi.
Catturato, Guérande, per salvarsi dalla morte, fornisce a Moreno informazioni circa l'identità usata in quel momento dal Grande Vampiro. Il reporter viene salvato, come al solito, da Mazamette che è riuscito a intrufolarsi nel covo dei banditi. Adesso Guérande, per ritrovare i criminali, dovrà recarsi al gran ballo che il barone di Mortesalgues ha organizzato per quella sera e a cui sa che si presenteranno sia Moreno sia il Grande Vampiro nelle vesti del barone.
La festa del barone, data in onore del compleanno della nipote, è al suo culmine quando, a mezzanotte, un gas misterioso viene immesso nella sala e tutti gli invitati scivolano svenuti a terra. I Vampiri fanno man bassa dei gioielli e del denaro che trovano addosso ai ricchi ospiti. Ma, all'uscita, Moreno sale non visto sul tetto dell'auto dov'è accatastato il tesoro e sottrae loro il maltolto.
Guidata da Guérande, nella dimora fa irruzione la polizia. Ma ormai è troppo tardi: nessuno dei banditi è rimasto per farsi catturare. Il giorno dopo, Guérande riceve un biglietto con una nota sarcastica di Moreno che lo ringrazia per le informazioni ricevute.

### Episodi del serial
1. I vampiri (La Tête coupée) 33 min. Uscita il 13 novembre 1915
2. I vampiri (La Bague qui tue) 15 min. Uscita il 13 novembre 1915
3. Il crittogramma rosso (Le Cryptogramme rouge) 42 min. Uscita il 4 dicembre 1915
4. Lo spettro (Le Spectre) 32 min. Uscita il 7 gennaio 1916
5. L'evasione del morto (L'Evasion du mort) 37 min. Uscita il 28 gennaio 1916
6. Mazamette milionario (Les Yeux qui fascinent) 58 min. Uscita il 24 marzo 1916
7. Satana (Satanas) 46 min. Uscita il 15 aprile 1916
8. Il padrone della folgore (Le Maître de la foundre) 55 min. Uscita il 12 maggio 1916
9. L'uomo dai veleni (L'Homme des poisons) 53 min. Uscita il 2 giugno 1916
10. Nozze di sangue (Les Noces sanglantes) 60 min. Uscita il 30 giugno 1916

## Produzione
Il film fu prodotto dalla Société des Etablissements L. Gaumont.

## Distribuzione
Distribuito dalla Société des Etablissements L. Gaumont, il film uscì in sala il 28 gennaio 1916.

## Censura
Per la versione da distribuire in Italia, la censura italiana soppresse nella parte 1ª la scena in cui si vede Mazamette che con la creta prende l'impronta di una serratura, nonché quella in cui si assiste all'arresto di Guérande da parte di due teppisti camuffati da guardie.